# Telefoonnummers in Suriname
Telefoonnummers in Suriname worden beheerd door de Surinaamse overheid. Sinds 2017 ligt de verantwoordelijkheid bij het ministerie van Openbare Werken, Transport en Communicatie en in de periode van 1991 tot 2017 bij het ministerie van Transport, Communicatie en Toerisme. De internationale toegangscode is +597. Suriname hanteert een in 2008 ingevoerd nummerplan. 

## Telefoonnummerplan
Suriname gebruikt de volgende standaard voor de nationale telefoonnumers (National Significant Numbers, NSN): 
- Minimale nummerlengte (exclusief de landcode): zes cijfers.
- Maximale nummerlengte (exclusief de landcode): zeven cijfers.

Het internationale kiesformaat is als volgt: 
- Mobiele telefoons: +597 XXX XXXX
- Vaste telefoons: +597 XXX XXX

## Geschiedenis
Tot 1969 werd een systeem gebruikt met 2-cijferige netnummers en lokale nummers variërend van 2 tot 5 cijfers, afhankelijk van het gebied. Rond 1969/1970 werd dit gewijzigd in een gesloten nummeringssysteem met landelijke 5-cijferige nummers; voor het nummer moest een nul worden gekozen. Op dat moment waren sommige gebieden nog niet geautomatiseerd. 

## Toewijzingen
| NDC (National Destination Code) or leading digits of NSN (National Significant Number) | NSN nummerlengte | NSN nummerlengte | Gebruik van E.164-nummer             | Aanvullende informatie              |
| NDC (National Destination Code) or leading digits of NSN (National Significant Number) | Maximale lengte  | Minimale lengte  | Gebruik van E.164-nummer             | Aanvullende informatie              |
| -------------------------------------------------------------------------------------- | ---------------- | ---------------- | ------------------------------------ | ----------------------------------- |
| 1XX                                                                                    | 4                | 3                | Niet-geografisch                     | Afgekorte nummers                   |
| 21 XXXX                                                                                | 6                | 6                | Geografisch nummer: westen           | Vaste telefonie: Telesur            |
| 22 XXXX                                                                                | 6                | 6                | Geografisch nummer: westen           | Vaste telefonie: Telesur            |
| 23 XXXX                                                                                | 6                | 6                | Geografisch nummer: westen           | Vaste telefonie: Telesur            |
| 30 XXXX                                                                                | 6                | 6                | Geografisch nummer: midden en oosten | Vaste telefonie: Telesur            |
| 31 XXXX                                                                                | 6                | 6                | Geografisch nummer: midden en oosten | Vaste telefonie: Telesur            |
| 32 XXXX                                                                                | 6                | 6                | Geografisch nummer: midden en oosten | Vaste telefonie: Telesur            |
| 33 XXXX                                                                                | 6                | 6                | Geografisch nummer: midden en oosten | Vaste telefonie: Telesur            |
| 34 XXXX                                                                                | 6                | 6                | Geografisch nummer: midden en oosten | Vaste telefonie: Telesur            |
| 35 XXXX                                                                                | 6                | 6                | Geografisch nummer: midden en oosten | Vaste telefonie: Telesur            |
| 36 XXXX                                                                                | 6                | 6                | Geografisch nummer: midden en oosten | Vaste telefonie: Telesur            |
| 37 XXXX                                                                                | 6                | 6                | Geografisch nummer: midden en oosten | Vaste telefonie: Telesur            |
| 4 XXXXX                                                                                | 6                | 6                | Geografisch nummer: Paramaribo       | Vaste telefonie: Telesur            |
| 52 XXXX                                                                                | 6                | 6                | Geografisch nummer: Paramaribo       | Vaste telefonie: Telesur            |
| 53 XXXX                                                                                | 6                | 6                | Geografisch nummer: Paramaribo       | Vaste telefonie: Telesur            |
| 54 XXXX                                                                                | 6                | 6                | Geografisch nummer: Paramaribo       | Vaste telefonie: Telesur            |
| 55 XXXX                                                                                | 6                | 6                | Geografisch nummer: Paramaribo       | Vaste telefonie: Telesur            |
| 56 XXXX                                                                                | 6                | 6                | Niet-geografisch nummer              | VoIP: Telesur                       |
| 58 XXXX                                                                                | 6                | 6                | Geografisch nummer: Paramaribo       | Vaste telefonie: Telesur            |
| 68 XXXXX                                                                               | 7                | 7                | Niet-geografisch nummer              | WLL: Telesur CDMA (vast)            |
| 71 XXXXX                                                                               | 7                | 7                | Niet-geografisch nummer              | Mobiele telefonie: Digicel Suriname |
| 72 XXXXX                                                                               | 7                | 7                | Niet-geografisch nummer              | Mobiele telefonie: gereserveerd     |
| 75 XXXXX                                                                               | 7                | 7                | Niet-geografisch nummer              | Mobiele telefonie: Telesur          |
| 81 XXXXX                                                                               | 7                | 7                | Niet-geografisch nummer              | Mobiele telefonie: Digicel Suriname |
| 82 XXXXX                                                                               | 7                | 7                | Niet-geografisch nummer              | Mobiele telefonie: Digicel Suriname |
| 83 XXXXX                                                                               | 7                | 7                | Niet-geografisch nummer              | Mobiele telefonie: Intelsur (Uniqa) |
| 84 XXXXX                                                                               | 7                | 7                | Niet-geografisch nummer              | Mobiele telefonie: Intelsur (Uniqa) |
| 85 XXXXX                                                                               | 7                | 7                | Niet-geografisch nummer              | Mobiele telefonie: Telesur          |
| 86 XXXXX                                                                               | 7                | 7                | Niet-geografisch nummer              | Mobiele telefonie: Telesur          |
| 87 XXXXX                                                                               | 7                | 7                | Niet-geografisch nummer              | Mobiele telefonie: Telesur          |
| 88 XXXXX                                                                               | 7                | 7                | Niet-geografisch nummer              | Mobiele telefonie: Telesur          |
| 89 XXXXX                                                                               | 7                | 7                | Niet-geografisch nummer              | Mobiele telefonie: Telesur          |